# World Series of Poker 2006
Die World Series of Poker 2006 war die 37. Austragung der Poker-Weltmeisterschaft und fand ab dem 25. Juni 2006 im Rio All-Suite Hotel and Casino in Paradise am Las Vegas Strip statt. Sie endete mit dem Finaltisch des Main Events am 10. August 2006.

## Turniere

### Struktur

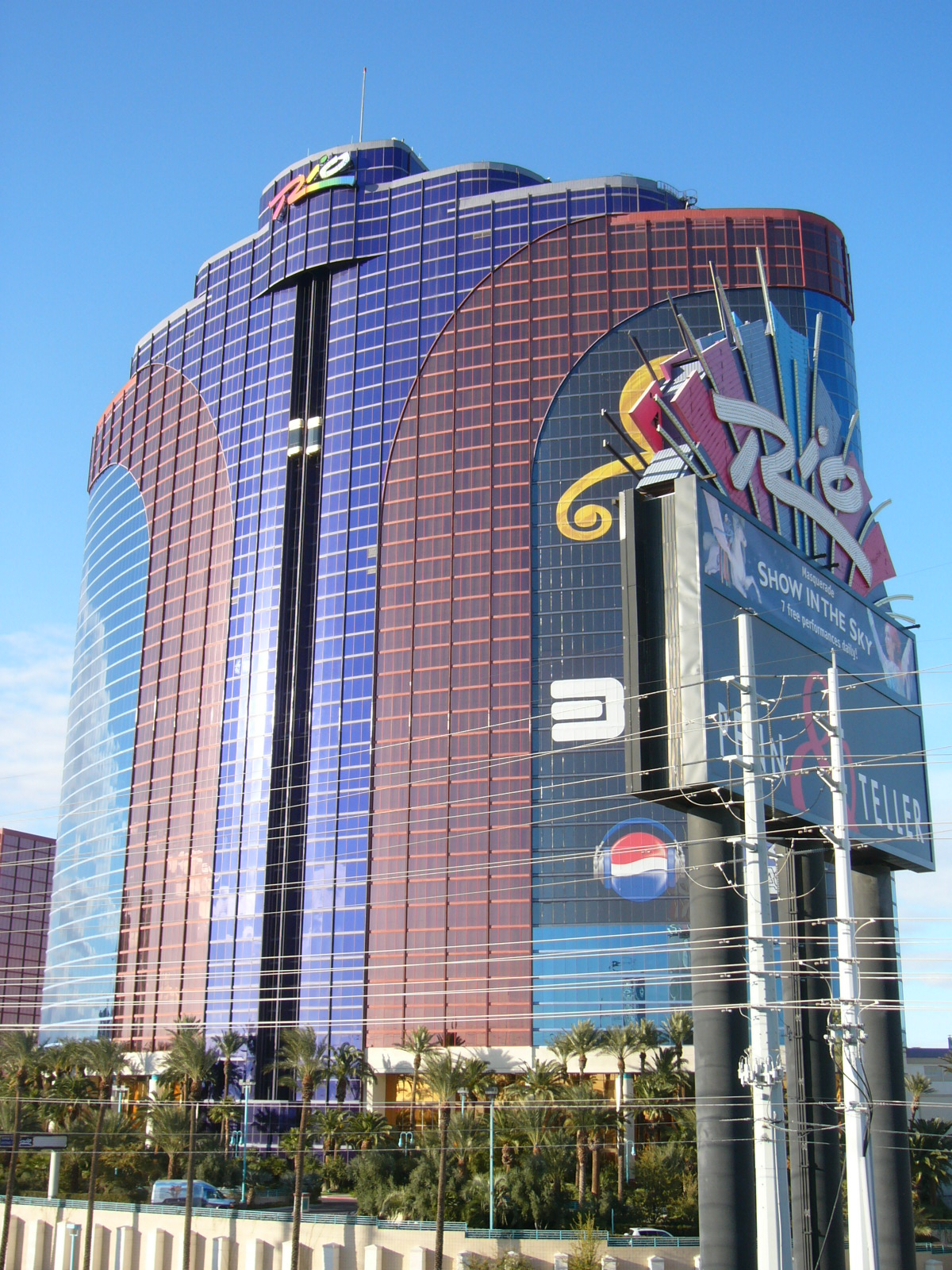
Das Rio All-Suite Hotel and Casino am Las Vegas Strip

Die WSOP veranstaltete insgesamt 45 Turniere in den Pokervarianten Texas Hold’em, Omaha Hold’em, Seven Card stud sowie Razz. Zu den Turnieren gehörten unter anderem das Tournament of Champions und das erstmals ausgespielte 50.000 US-Dollar teure H.O.R.S.E.-Event.
Alle Turniere wurden im Rio All-Suite Hotel and Casino in Paradise, Nevada veranstaltet. Dies war das erste Jahr, in dem die WSOP nicht mehr mit dem jahrelang genutzten Binion’s Horseshoe in Verbindung stand. Humberto Brenes und Phil Hellmuth waren gemeinsam mit acht Money Finishes am häufigsten im Geld. Auch Bill Chen gewann während der Turnierserie zwei Events. Die WSOP 2006 wurde vom Deutschen Sportfernsehen, heute Sport1, ab dem 21. Juni 2007 übertragen und von Michael Körner kommentiert.

### Turnierplan

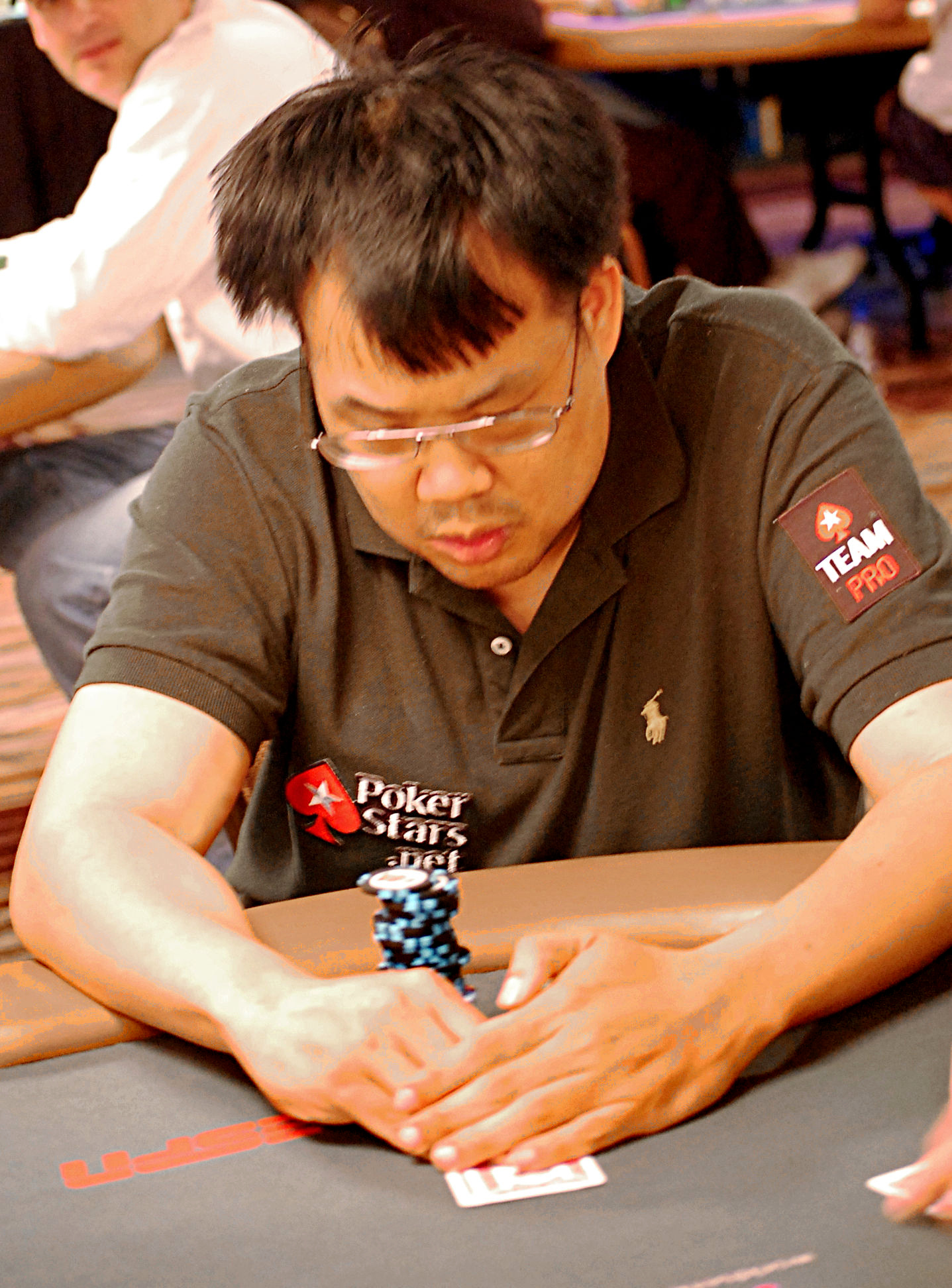
Bill Chen gewann die Turniere #7 und #21

Im Falle eines mehrfachen Braceletgewinners gibt die Zahl hinter dem Spielernamen an, das wievielte Bracelet in diesem Turnier gewonnen wurde.
| #   | Buy-in (in $) | Turnier                                          | Turnierbeginn | Teilnehmer | Sieger               | Herkunft               | Preisgeld (in $) |
| --- | ------------- | ------------------------------------------------ | ------------- | ---------- | -------------------- | ---------------------- | ---------------- |
| 1   | 00.500        | Casino Employees No Limit Event                  | 26. Juni 2006 | 1232       | Chris Gros           | Vereinigte Staaten     | 00.127.616       |
| 2   | 01.500        | No Limit Hold’em                                 | 27. Juni 2006 | 2776       | Brandon Cantu        | Vereinigte Staaten     | 00.757.839       |
| 3   | 01.500        | Pot Limit Hold’em                                | 28. Juni 2006 | 1102       | Rafe Furst           | Vereinigte Staaten     | 00.345.984       |
| 4   | 01.500        | Limit Hold’em                                    | 29. Juni 2006 | 1068       | Kianoush Abolfathi   | Vereinigte Staaten     | 00.335.289       |
| 5   | 02.500        | No Limit Hold’em 6-Handed                        | 30. Juni 2006 | 0824       | Dutch Boyd           | Vereinigte Staaten     | 00.475.712       |
| 6   | 02.000        | No Limit Hold’em                                 | 1. Juli 2006  | 1919       | Mark Vos             | Australien             | 00.803.274       |
| 7   | 03.000        | Limit Hold’em                                    | 2. Juli 2006  | 0415       | Bill Chen            | Vereinigte Staaten     | 00.343.618       |
| 8   | 02.000        | Omaha Hi-Lo                                      | 3. Juli 2006  | 0670       | Jack Zwerner         | Vereinigte Staaten     | 00.341.426       |
| 9   | 05.000        | No Limit Hold’em                                 | 4. Juli 2006  | 0622       | Jeff Cabanillas      | Vereinigte Staaten     | 00.818.546       |
| 10  | 01.500        | Seven Card Stud                                  | 5. Juli 2006  | 0478       | David Williams       | Vereinigte Staaten     | 00.163.118       |
| 11  | 01.500        | Limit Hold’em                                    | 6. Juli 2006  | 0701       | Bob Chalmers         | Kanada                 | 00.258.344       |
| 12  | 05.000        | Omaha Hi-Lo                                      | 6. Juli 2006  | 0265       | Sam Farha (2)        | Vereinigte Staaten     | 00.398.560       |
| 13  | 02.500        | No Limit Hold’em                                 | 7. Juli 2006  | 1290       | Max Pescatori        | Italien                | 00.682.389       |
| 14  | 01.000        | No Limit Hold’em (Rebuy)                         | 8. Juli 2006  | 0752       | Allen Cunningham (4) | Vereinigte Staaten     | 00.625.830       |
| 15  | 01.000        | Ladies No Limit Hold’em                          | 9. Juli 2006  | 1128       | Mary Jones Meyer     | Vereinigte Staaten     | 00.236.094       |
| 16  | 10.000        | Pot Limit Omaha                                  | 9. Juli 2006  | 0218       | Lee Watkinson        | Vereinigte Staaten     | 00.655.746       |
| 17  | 01.000        | No Limit Hold’em                                 | 10. Juli 2006 | 2891       | Jon Friedberg        | Vereinigte Staaten     | 00.526.185       |
| 18  | 02.000        | Pot Limit Hold’em                                | 11. Juli 2006 | 0590       | Eric Keselman        | Vereinigte Staaten     | 00.311.403       |
| 19  | 01.000        | Seniors No Limit Hold’em                         | 12. Juli 2006 | 1184       | Clare Miller         | Vereinigte Staaten     | 00.247.814       |
| 20  | 50.000        | H.O.R.S.E.                                       | 12. Juli 2006 | 0143       | David Reese (3)      | Vereinigte Staaten     | 01.716.000       |
| 21  | 02.500        | No Limit Hold’em 6-Handed                        | 13. Juli 2006 | 0740       | Bill Chen (2)        | Vereinigte Staaten     | 00.442.511       |
| 22  | 02.000        | No Limit Hold’em                                 | 14. Juli 2006 | 1579       | Jeff Madsen          | Vereinigte Staaten     | 00.660.948       |
| 23  | 03.000        | Limit Hold’em                                    | 15. Juli 2006 | 0341       | Ian Johns            | Vereinigte Staaten     | 00.291.755       |
| 24  | 03.000        | Omaha Hi-Lo                                      | 15. Juli 2006 | 0352       | Scott Clements       | Vereinigte Staaten     | 00.301.175       |
| 25  | 02.000        | No Limit Hold’em Shootout                        | 16. Juli 2006 | 0600       | David Pham (2)       | Vereinigte Staaten     | 00.240.222       |
| 26A | 01.500        | Pot Limit Omaha                                  | 17. Juli 2006 | 0525       | Ralph Perry          | Vereinigte Staaten     | 00.207.817       |
| 26B | 01.500        | Pot Limit Omaha (Rebuy)                          | 17. Juli 2006 | 0158       | Eric Froehlich (2)   | Vereinigte Staaten     | 00.299.675       |
| 27  | 01.500        | No Limit Hold’em                                 | 18. Juli 2006 | 2126       | Mats Rahmn           | Schweden               | 00.655.141       |
| 28  | 05.000        | Seven Card Stud                                  | 19. Juli 2006 | 0182       | Benjamin Lin         | Vereinigte Staaten     | 00.256.620       |
| 29  | 02.500        | Pot Limit Hold’em                                | 19. Juli 2006 | 0562       | John Gale            | Vereinigtes Konigreich | 00.374.849       |
| 30  | 05.000        | No Limit Hold’em 6-Handed                        | 20. Juli 2006 | 0507       | Jeff Madsen (2)      | Vereinigte Staaten     | 00.643.381       |
| 31  | 02.000        | No Limit Hold’em                                 | 21. Juli 2006 | 2050       | Justin Scott         | Vereinigte Staaten     | 00.842.262       |
| 32  | 05.000        | Pot Limit Hold’em                                | 22. Juli 2006 | 0378       | Jason Lester         | Vereinigte Staaten     | 00.550.746       |
| 33  | 01.500        | Razz                                             | 22. Juli 2006 | 0409       | James Richburg       | Vereinigte Staaten     | 00.139.576       |
| 34  | 01.000        | No Limit Hold’em (Rebuy)                         | 23. Juli 2006 | 0754       | Phil Hellmuth (10)   | Vereinigte Staaten     | 00.631.863       |
| 35  | 01.000        | Seven Card Stud Hi-Lo                            | 24. Juli 2006 | 0788       | Pat Poels (2)        | Vereinigte Staaten     | 00.172.091       |
| 36  | 01.500        | Limit Hold’em Shootout                           | 24. Juli 2006 | 0524       | Victoriano Perches   | Mexiko                 | 00.157.338       |
| 37  | 01.500        | No Limit Hold’em                                 | 25. Juli 2006 | 2803       | James Gorham         | Vereinigte Staaten     | 00.765.226       |
| 38  | 05.000        | No-Limit 2-7 Lowball Draw (Rebuy)                | 25. Juli 2006 | 0081       | Daniel Alaei         | Vereinigte Staaten     | 00.430.698       |
| 39  | 10.000        | No Limit Hold’em Main Event – World Championship | 28. Juli 2006 | 8773       | Jamie Gold           | Vereinigte Staaten     | 12.000.000       |
| 40  | 01.000        | No Limit Hold’em                                 | 3. Aug. 2006  | 1100       | Praz Bansi           | Vereinigtes Konigreich | 00.230.209       |
| 41  | 01.500        | No Limit Hold’em                                 | 5. Aug. 2006  | 1007       | Paul Kobel           | Vereinigte Staaten     | 00.316.144       |
| 42  | 01.500        | No Limit Hold’em                                 | 6. Aug. 2006  | 0362       | Jim Mitchell         | Vereinigte Staaten     | 00.153.173       |
| 43  | 01.500        | No Limit Hold’em                                 | 7. Aug. 2006  | 0420       | Kevin Nathan         | Vereinigte Staaten     | 00.171.987       |
| 44  | 01.500        | No Limit Hold’em                                 | 8. Aug. 2006  | 0481       | Kevin Cover          | Vereinigte Staaten     | 00.196.968       |
| 45  | 01.500        | No Limit Hold’em                                 | 9. Aug. 2006  | 0484       | Anders Henriksson    | Schweden               | 00.202.291       |

### Main Event

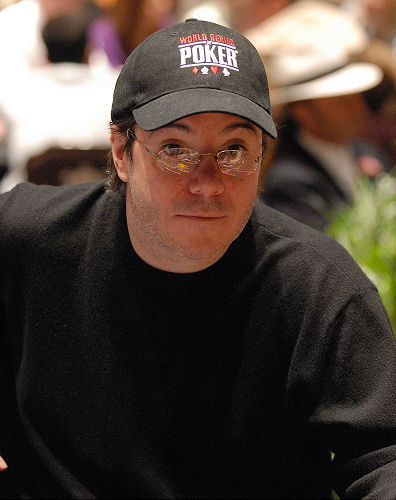
Jamie Gold (2006)

Das Main Event fand vom 28. Juli bis 10. August 2006 in Las Vegas statt. Insgesamt nahmen 8773 Spieler teil, die je ein Startgeld von 10.000 Dollar für das Texas-Hold’em-Turnier zahlten.
Der Finaltisch begann am 10. August 2006. In der finalen Hand gewann Gold mit Q♠ 9♣ gegen Wasicka mit 10♥ 10♠. Die 12 Millionen US-Dollar waren das höchste Preisgeld, das bis dahin bei einer Sportveranstaltung ausgelobt wurde. Dieser Rekord wurde erst 2012 durch das Big One for One Drop gebrochen.
| Platz | Herkunft           | Spieler          | Alter * | Preisgeld (in $) |
| ----- | ------------------ | ---------------- | ------- | ---------------- |
| 1     | Vereinigte Staaten | Jamie Gold       | 36      | 12.000.000       |
| 2     | Vereinigte Staaten | Paul Wasicka     | 25      | 06.102.499       |
| 3     | Vereinigte Staaten | Michael Binger   | 29      | 04.123.310       |
| 4     | Vereinigte Staaten | Allen Cunningham | 29      | 03.628.513       |
| 5     | Vereinigte Staaten | Rhett Butler     | 44      | 03.216.182       |
| 6     | Vereinigte Staaten | Richard Lee      | 55      | 02.803.851       |
| 7     | Vereinigte Staaten | Douglas Kim      | 22      | 02.391.520       |
| 8     | Schweden           | Erik Friberg     | 23      | 01.979.189       |
| 9     | Vereinigte Staaten | Dan Nassif       | 33      | 01.566.858       |

## Player of the Year

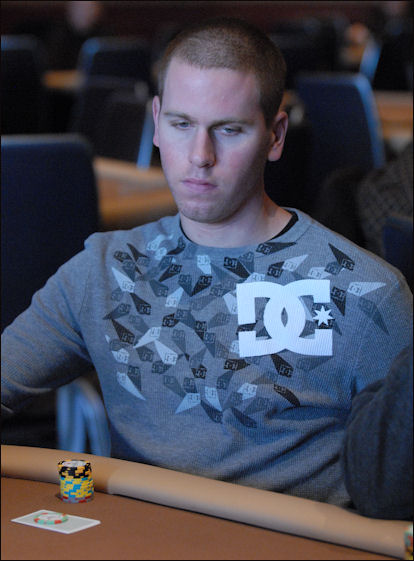
Jeff Madsen (2008)

Die Auszeichnung als Player of the Year erhielt der Spieler, der über alle Turniere hinweg die meisten Punkte sammelte. Von der Wertung waren nicht für alle Spieler zugängliche Turniere ausgenommen. Sieger Jeff Madsen gewann zwei Bracelets und erreichte zwei weitere Finaltische.